# Památník Karla Filipa ze Schwarzenbergu
Památník Karla Filipa ze Schwarzenbergu, zvaný též Ptačí hrádek, je nedokončený klasicistní památník situovaný západním směrem od Státního hradu a zámku Český Krumlov. Jedná se o nemovitou kulturní památku.

## Historie
Památník byl budován na oslavu vítězství spojeneckých vojsk Ruska, Rakouska a Pruska nad Napoleonem Bonaparte v bitvě u Lipska roku 1813, kterým velel bratr českokrumlovského vévody polní maršál Karel I. Filip ze Schwarzenbergu. Návrh památníku vypracoval knížecí stavitel Jan Sallaba. Původní monumentální návrh, který počítal s antikizujícím průčelím chrámového vzezření na každé ze čtyř stran, nakonec nebyl realizován.
S výstavbou památníku započal kolem roku 1816 František Schwarzenberg pro svého bratra Karla Filipa. Karel Filip bratra požádal, aby finanční prostředky byly spíše než na stavbu památníku použity na dary pro sirotky a vdovy po jeho padlých spolubojovnících. Stavba byla proto zastavena a došlo pouze k jejímu zastřešení.
Památník se skládá z centrální kruhové kaple vepsané do čtvercového půdorysu a z obdélného jihozápadního křídla. Předlohou mu byly antické stavby chrámů. Nad kaplí je tambur, na němž spočívá dvouplášťová nezděná kupole. Kaple má z každé strany obdélný vstup – kromě jihozápadní strany, ke které je přistavěno krátké křídlo. Vstupy jsou provázeny nikami zaklenutými konchou, jejichž dno je pokryto raženými cihlami. Fasády jsou členěny pilastry.
Kolem roku 1904 proběhly stavební úpravy památníku, patrně kvůli zhoršujícímu se technickému stavu objektu.
Objektu se také říká Ptačí hrádek. Pojmenování získal podle stejnojmenného zalesněného kopce (Vogeltempel), kam chodili ptáčníci chytat ptáky pro zámeckou paní.

## Současnost
Od 3. května 1958 je objekt památkově chráněn. V devadesátých letech byl památník ve stavu zříceniny.
Současným vlastníkem je od roku 2010 architektka Lenka Havlíčková, manželka bývalého ministra dopravy, průmyslu a obchodu Karla Havlíčka. Památník byl v letech 2010–2014 rekonstruován. Exteriéry památníku jsou přístupné veřejnosti, interiér by měl sloužit jako tvůrčí architektonický ateliér.

## Galerie

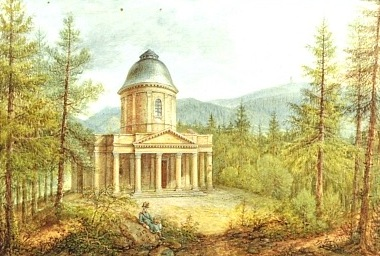
Původní návrh památníku (F. Runk 1828)
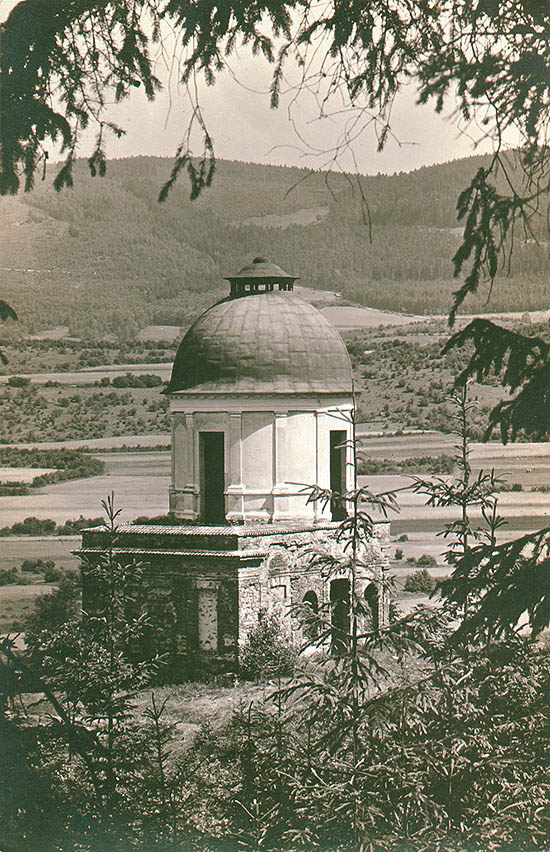
Ptačí hrádek (J. Seidel 1916)
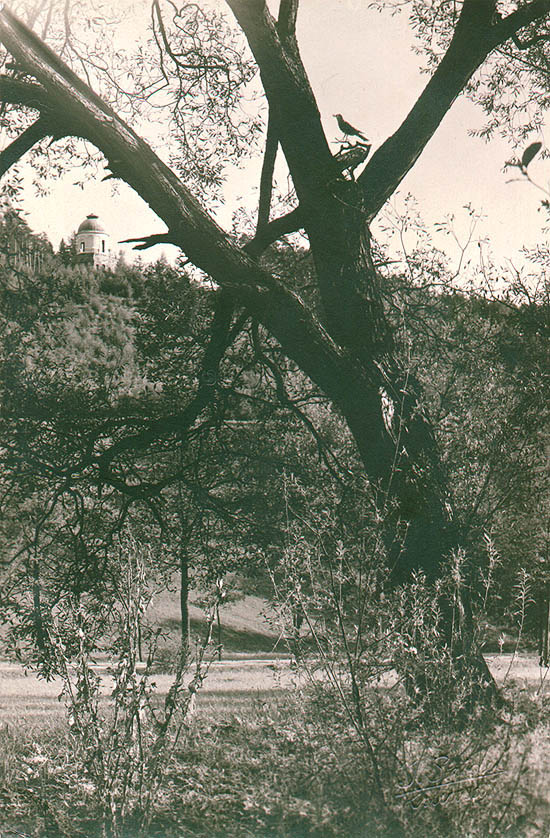
Ptačí hrádek (J. Seidel 1920)
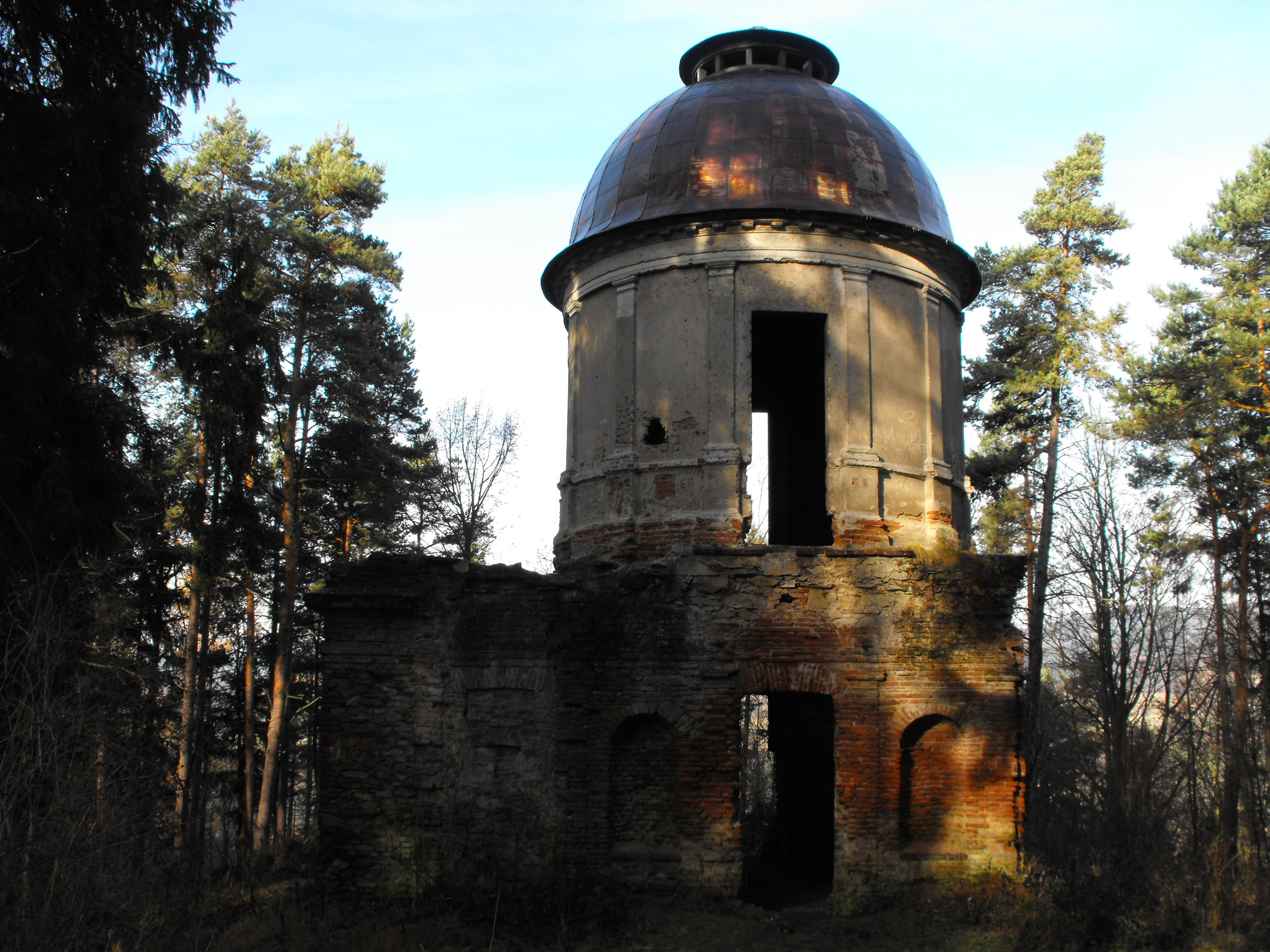
Památník před rekonstrukcí (2011)